# ミサイルマン (曲)
「ミサイルマン」は、日本のロックバンド、THE HIGH-LOWSのデビューシングル。1995年10月25日発売。発売元はキティ。

## 概要
「ミサイルマン」はフジテレビ系列で放映された「タモリのSUPERボキャブラ天国」のエンディングテーマとして使用された。
また、スカイパーフェクTV!のMLB中継では2006年シーズンよりオープニングに、この曲のイントロとエンディングをつなげたものが使われている。なお、エンディングテーマにはTHE HIGH-LOWSのラストシングルとなった「サンダーロード」が使われている。
上記の例でもわかる通り、この曲のエンディングはリフを繰り返してから綺麗に決まるため、テレビ番組のVTRなどの最後の部分に使われることも多い。

## 収録曲
| 全編曲: THE HIGH-LOWS。 |                                                  |               |       |
| #                       | タイトル                                         | 作詞・作曲    | 時間  |
| 1.                      | 「ミサイルマン」                                 | 甲本ヒロト    | 3:52  |
| 2.                      | 「ママミルク」(MONO Version)                     | 真島昌利      | 5:48  |
| 3.                      | 「グッドバイ」(LIVE Version)                     | 真島昌利      | 3:50  |
| 4.                      | 「ザ・ハイロウズのテーマ」(シークレットトラック) | THE HIGH-LOWS | 4:11  |
| 合計時間:               | 合計時間:                                        | 合計時間:     | 17:41 |

### 楽曲解説
1. 「ミサイルマン」
同時発売された1stアルバムに収録されているものと同じ。
岩部彰と西代洋による漫才コンビ、「ミサイルマン」のコンビ名の由来となった。
2. 「ママミルク」 (MONO Version)
1stアルバムに収録されているのとは違い、モノラルに変換されたバージョン。
3. 「グッドバイ」 (LIVE Version)
1995年7月23日、大阪万博記念公園もみじ川芝生広場で行われた「FM802 MEET THE WORLD BEAT '95」でのライブにて収録されたもの。
オリジナルの音源は1stアルバムに収録されている曲である。

- ザ・ハイロウズのテーマ（シークレットトラック)
3曲目が終了して約30秒後に始まる。メンバーが順番に（大島→調→白井→真島→甲本の順）、担当する楽器演奏を追加しながら英語（一部はデタラメ）で自己紹介した後、曲が始まる。曲名も歌詞もこのシングルには記載されていないが、歌詞だけが1stアルバム『THE HIGH-LOWS』の歌詞カードに書かれている。アルバム未収録曲を集めたアルバム『flip flop』(2001年)に収録されている。